# Paula Hitler
Paula Hitler, senare känd som Paula Wolff, född 21 januari 1896 i Hafeld nära Fischlham i Oberösterreich, död 1 juni 1960 i Berchtesgaden, var Adolf Hitlers yngsta syskon och det enda helsyskon som uppnådde vuxen ålder. Paula och Adolf förlorade kontakten med varandra under första världskriget, men återfick kontakten under 1920-talet. Enligt Paula träffade hon sin bror ungefär en gång om året från 1929 till några år före Adolfs död 1945. Efter att hennes bror börjat bli känd gav hennes namn henne svårigheter, varför hon på 1930-talet på Adolfs inrådan bytte efternamn till Wolff. Hon fick även ekonomisk hjälp av sin bror.
Under andra världskriget arbetade hon som sekreterare på ett militärsjukhus. Hon var inte medlem i NSDAP. Vid krigsslutet greps hon av amerikanska styrkor och förhördes. I förhör efter kriget uppgav Paula Wolff att hon inte kunde tro att hennes bror var ansvarig för förintelsen. När hon släpptes flyttade hon till Wien, där hon bodde fram till 1952, då hon flyttade till Berchtesgaden. Där bodde hon fram till sin död 1960. Hon är begravd på Bergfriedhof i Berchtesgaden under namnet Paula Hitler.